# Хома Олег Ігорьович
Олег Ігорович Хома́  (нар.30 жовтня 1966, Вінниця) — доктор філософських наук (1999), професор (2003), завідувач кафедри філософії та гуманітарних наук Вінницького національного технічного університету (2004), засновник та голова Спілки дослідників модерної філософії (Паскалівського товариства) при українському філософському фонді (1999) та директор Міжуніверситетського центру історико-філософських досліджень «Renatus» (2011).
Запрошений професор Національного університету «Києво-Могилянська Академія» (2001—2005) та Київського національного університету імені Тараса Шевченка (2006—2023).
У 2000 році заснував історико-філософський журнал «Sententiae», незмінним головним редактором якого залишається досі (у 2015 році «Sententiae» першим з українських філософських журналів став реферуватися в Scopus). Член редакційних колегій наукових журналів «Філософська думка» та «Вісник Вінницького політехнічного інституту».
Перекладач багатьох філософських текстів з французької й латини та автор коментарів до них, один з перекладачів і редакторів українського видання «Європейського словника філософій» (2004, український переклад 2009, Київ: вид. «Дух і Літера»).

## Сфера наукових інтересів
Схоластична філософія, філософія XVI—XVIII ст., сучасна французька філософія, неперекладність філософських термінів, українська філософська термінологія.
Автор концепції симптоматологічної мисленнєвої стратегії в західній філософії Нового часу.

## Премії та гранти
- 2001 — лауреат премії Програми сприяння видавничій справі «Сковорода», яку здійснюють Посольство Франції та Французький інститут в Україні (за переклад і видання твору Ж.-Ж. Руссо «Про суспільну угоду»).

- 2011 — премія Українського філософського фонду за розвиток жанру філософського коментаря[4].

- 1998, 2004, 2009, 2015 — гранти французького Національного центру книги для роботи над перекладами і дослідженнями у Франції.

- 2020 — кавалер французького ордена Академічних пальм.[5]

- 2023 — кавалер ордена «За інтелектуальну відвагу» за включення української філософської думки у світовий філософський контекст[6].

- 2024 — Почесна грамота Міністерства освіти і науки України[7]

## Основні публікації

### Монографії
Истина и очевидность: симптоматологическое мышление в философии Модерна (1998)
Коментарі й примітки до «Думок» Паскаля (2009, у співавторстві з Е. Чухрай)
Коментарі примітки та бібліографічні матеріали до твору С. Пінкерса «Джерела християнської моралі» (2013, у співавторстві з Е. Чухрай)
«Медитації» Декарта у дзеркалі сучасних тлумачень: Жан-Марі Бейсад, Жан-Люк Марйон, Кім Сан Он-Ван-Кун (укладач і науковий редактор, 2013)

### Наукові статті
- Живий Бог і теодицея // Філософські студії Київського ун-ту. — Київ, 1995. — Вип. 1.- С. 91-108.
- Проблема очевидності в картезіанстві // Вимога раціональності: Спадщина Рене Декарта у світі сучасної культури. — Київ: УФФ, 1996, С. 11-17.
- Ніцше і шизоаналіз // Філософсько-антропологічні читання-96. — Київ: Стилос, 1997, С. 147—156.
- Паскаль про справедливість: сили, машини, структури // Дух і літера. — 1997. — № 1-2. — С. 282—292.
- Мифы о Паскале: к проблеме многообразия направлений в философии XVII столетия // Паскаль Б. Трактаты. Полемические сочинения. Письма.- Київ: Пор-Рояль, 1997. — С. 391—438.
- Трактат Ж.-Ж. Руссо Про суспільну угоду. — Київ: Пор-Рояль, 1999. — С. 219—234.
- Тексти Паскаля: тип нарративної інстанції, статус істини, тема нюансу // Sententiae. — 2000. — № 1. — С. 22-35.
- Франсуа Пулен де ла Бар і філософія Нового часу // Sententiae IV. — 2001. — № 2. — С. 186—202.
- Модерна спадщина сучасної толерантності // Sententiae VI—VII. — 2002. — № 2-3. — С. 208—229.
- Ален Турен і реанімація філософії // Повернення дієвця. — Київ: Альтерпрес, 2003. — 273—280.
- Обґрунтування нового французького перекладу Декартових «Meditationes»: українські паралелі // Sententiae XIII. — 2005. — № 2. — С. 259—280.
- Термінологія Ляйбніца як живе дзеркало української філософської термінологі // Філософська думка. — 2008. — № 4. — С. 56-80.
- Картезіанські мотиви у творчості Паскаля: сучасне паскалезнавство і стереотипи // Філософська думка. — 2008. — № 5. — С. 119—134.
- «Думки» і герменевтика: філософське значення нової апологетики Паскаля (Паскаль Б. Думки. — Київ: Дух і літера, 2009. — С. 395—408.
- Філософський переклад і філософська спільнота // Філософська думка. — 2010. — № 3. — С. 49-66.
- Философские культуры: терпимость, толерантность и признание // Вопросы философии . — 2011. — № 9.- С. 64-75.
- Anima/animus, animus/mens: накопичення неперекладності // Європейський словник філософій: у 4-х тт. — Київ: Дух і літера, −2011. — Т. II. — С. 109—115.
- Ingenium і дедуктивний метод Декарта // Європейський словник філософій: у 4-х тт. — Київ: Дух і літера, 2011. — Т. II. — С. 117—125.
- Вчення Томи Аквінського на тлі української історії філософії / А. Баумейстер // Тома Аквінський: Вступ до мислення. Бог, буття, пізнання. — Київ: Дух і літера, 2012. — С. 9-14.
- Декарт і Паскаль: шлях до філософії на тлі Grand Siècle // Філософська думка. — 2012. — № 6. — С. 19-38.
- Apercevoir, perceptio і perception: Декарт перед проблемою самоперекладу // Sententiae XXVII. — 2012. — № 2. — С. 168—170.

### Переклади і коментарі
- Паскаль Б. Сочинения в 3-х тт. (Киев, 1994—1997, рус.).
- Фуко М. История сексуальности III: Забота о себе (Киев-Москва, 1998, рус., в сотрудн. с Т. Титовой)
- Русо Ж.-Ж. Про суспільну угоду (Київ, 2001, укр.)
- Мальбранш Н. Про пошук істини, тт. 1-2 (Київ, 2001, укр.)
- Баландьє Ж. Політична антропологія (Київ, 2002, укр., у співпраці з О. Гуджен)
- Ревель Ж.-Ф. Відживлення демократії (Київ, 2003, укр., у співпраці зі З. Борисюк)
- Делез Ж. Ницше и философия (Москва, 2004, рус.)
- Кондорсе Про вибори (Львів, 2004, укр.)
- Пулен де ла Бар Ф. Про рівність статей (Київ, 2006, укр.)
- Ляйбніц Ґ. В. Принципи природи і благодаті… (Київ, 2008, укр., загальна редакція)
- Паскаль Б. Думки (Київ, 2009, укр., у співпраці з А. Перепадею)
- Пінкерс С. Джерела християнської моралі (Київ, 2013, загальна редакція)
- Ляйбніц Ґ. В. Монадологія… (Вінниця, 2013, укр., загальна редакція)
- Декарт Р. Медитації про першу філософію/Метафізичні медитації (Київ, 2013, укр., у співпраці з А. Баумейстером)